# اولاف آشبرگ
اولاف آشبرگ (انگلیسی: Olof Aschberg; ۲۲ ژوئیهٔ ۱۸۷۷ – ۲۱ آوریل ۱۹۶۰) سیاستمدار، کارآفرین و بانکدار اهل سوئد بود، که در سال ۱۹۲۲ وینشیکنومبانک را بعنوان نخستین بانک بین‌المللی در اتحاد جماهیر شوروی تأسیس نمود. این بانک هم‌اکنون متعلق به دولت روسیه است و بعنوان بانک توسعه اقتصادی در این کشور فعالیت می‌کند.